# WDCツアー
WDCツアー（英語: WDCTOUR、 WDC は World Dream Circuit Golf Tourの略）は、日本における男女プロアマゴルフツアーを運営する団体、およびこの団体が運営するツアートーナメントの名称。 

## 沿革
2014年、一般社団法人日本ゴルフツアー協会（その後、新たに一般社団法人WDCゴルフトーナメント機構(所在地：千代田区大手町)が設立され、WDCツアーを主管している）が、ゴルフ業界の活性化とプロ選手育成のためプロアマトーナメントとして関東・関西地区で賞金大会を開催。プロ選手の劣悪なゴルフの試合環境を体験し、以降ゴルフ界の持続可能な成長と革新的なイノベーションを図って、世界最高峰のUSPGA及びそこで大活躍している韓国選手達を見て研究と構想を重ね、2020年3月に、それまでの常識を覆した、地域密着型となる全く新しい男女賞金トーナメントとして3部構造による競争体制の仕組みを立ち上げ、QT（Qualifying Tournamnet:ツアー出場資格試験）制度を導入して世界からもチャレンジできる国際的規模のツアーと成した。

## WDCツアーの主な特徴
イノベーションが埋め尽くされた男女賞金ツアー
WDCツアーは、ツアーシステムの安定性と効率性を重視した3部構成の賞金ツアーとして、1部ダイヤモンドツアー、2部プラチナツアー、3部ゴールドツアーで構成されており、多額の賞金が各ツアーにほぼ均等に配分されている。本ツアーに参戦できるのは、ツアーメンバー選考会である＜QT：Qualifying Tournament＞に合格したプロアマで、賞金ランキングシステムとポイントランキングシステムの２つのランキングが連動され、各都道府県のポイント上位者は将来年俸制による給料支給というリーグ所属の特権を享受することができる。 
職業としてのプロゴルファーに適した賞金ツアー
WDCツアーはスポーツエンターテインメントとして3部構成の年間1500試合（シード順位戦含み）が平日の240日に年間を通して開催されるため、ツアープロを職業として成り立つ環境が提供される日本発祥のワールドワンツアーである。
ダイバーシティ（Diversity：多様性）重視の賞金ツアー
WDCツアーは、プロにもアマチュアにも、男子にも女子にも、ジュニアにもシニアにも、日本選手にも外国選手にも差別なく門戸を開いており、既存の賞金ツアーのように狭き門にはなっていないため、プロ選手は言うまでもなく、プロと戦いたいアマチュアにも、また将来の卵となるジュニアゴルファーにも活躍の機会が数多く提供されているツアーである。
地域活性化（Regional Activity）を促進する賞金ツアー
WDCツアーは、日本全国を5ブロックに分類し、参戦する各選手はQTの際に予め届け出た地区ブロックで活躍することにより、活動地域のゴルフ場、ゴルフ練習場、ゴルフメーカー、ゴルフスクール、ゴルフショップ、ホテル、飲食店などの地域のゴルフ経済における活性化を促進することができるツアーである。さらに、地元企業をスポンサー協賛企業として向かい入れることにより、選手と協賛企業との絆を強め、当該地域のプロゴルフリーグの土台となって地域経済に多く貢献できるツアーである。
選手に有効的なエコシステム（Eco System）の賞金ツアー
WDCツアーは、日常的に地域密着型で運営されているため、参加選手にとっては、既存の賞金ツアーのような遠出が必要なく、移動費の少ない試合環境が提供され、毎日スキルを高めることができる一方、征費用が非常に節減できるエコツアーである。また、獲得賞金の一部をツアー機構側にストックしておいて次回以降のエントリーフィーや遠征費などに循環させることで決済の利便性の向上や運営が非常に有効的である。
国際色豊かでグローバルな選手構成（Global Tour）の賞金ツアー
WDCツアーは、WDCの理念に共感し、活躍の場を求めている多くの海外のプロアマゴルファーたちの参戦が可能となり、優秀な海外選手との日常的な競争体制を通じて、世界に通用する日本選手が育成できるツアーである。また、海外選手は自国のWDCツアー公式エージェンジーを通じて円滑にWDCツアーに参加できる環境が提供される体制となっている。
プロ年金保険（Pension）への加入と次世代若手育成をする賞金ツアー
WDCツアーは、ツアーに挑むプロ選手達の将来への不安を解消し、選手活動への集中をサポートするために、獲得した賞金の一部を財源とした「プロゴルファー年金保険制度」を設けている。 トーナメント勝利を重ねるごとに年金が蓄積されていくため、ツアーに臨むプロの活動と生活の安定が図れる。なお、世界ツアーへチャレンジする次世代選手育成を強化するために「次世代若手育成基金」を構築し、より高い目標の実現に向けて奮闘する選手に多方面に渡り支援を行うツアーである。